# Veikko Hakulinen
Veikko Hakulinen   (Districte de Lakhdenpokhsky, 4 de gener de 1925 - Valkeakoski, 24 d'octubre de 2003) fou un esquiador de fons finlandès que destacà al llarg de les dècades del 1950 i 1960.

## Biografia
Va néixer el 4 de gener de 1925 a la ciutat de Kurkijoki, població que en aquells moments formava part de Finlàndia i que avui en dia forma part de la República de Carèlia a la Federació Russa. Morí el 24 d'octubre del 2003 a la població de Tampere, víctima d'un accident automobilístic.

## Carrera esportiva

### Esquí de fons
Especialista en esquí de fons, l'any 1952 participà en els Jocs Olímpics d'hivern celebrats a Oslo (Noruega), on aconseguí guanyar la medalla d'or en la prova de 50 km. En els Jocs Olímpics d'Hivern de 1956 disputats a Cortina d'Ampezzo (Itàlia) aconseguí guanyar la medalla d'or en la prova de 30 km i les medalles de plata en la prova de 50 km i els relleus 4x10 km, a més de finalitzar quart en la prova dels 15 km. En els Jocs Olímpics d'Hivern de 1960 realitzats a Squaw Valley (Estats Units) aconseguí guanyar novament l'or en la prova de relleus 4x10 km, la medalla de plata en els 50 km i la medalla de bronze en la prova de 15 km.
En el Campionat del Món d'esquí de fons participà en les edicions de 1954, realitzada a Falun (Finlàndia), i on aconseguí les medalles d'or en les proves de 15 km i en els relleus 4x10 km, axí com les medalles de plata en les proves de 30 i 50 km. En l'edició de 1958 disputada a Lahti aconseguí l'or en la prova de 15 km i el bronze en la prova de relleus.

### Biatló
Al final de la seva carrera espotiva en l'esquí de fons inicià la pràctica del biatló, participant en el Campionat del Món de biatló l'any 1963 a Seefeld, on finalitzà segon. Així mateix va participar en els Jocs Olímpics d'Hivern de 1964 celebrats a Innsbruck (Àustria), on en la prova de biatló finalitzà 15è.